# اللغة السقطرية
اللغة السقطرية هي اللغة الأم لكل السكان الأصليين من قبيلة المهرة في جزيرة سقطرى، وجزيرة عبد الكوري، وسمحة التي تكون أرخبيل سقطرى في الساحل الجنوبي لليمن. وهي واحدة من اللغات العربية الجنوبية الحديثة.
متحدثي السقطرية متواجدون في سقطرى، والأراضي اليمنية، وعُمان، والإمارات العربية المتحدة، ودول عربية أخرى. وتعتبر اللغة عبر التاريخ منعزلة عن الأراضي العربية. تنطق العربية أيضا في سقطرى على شكل لهجة.

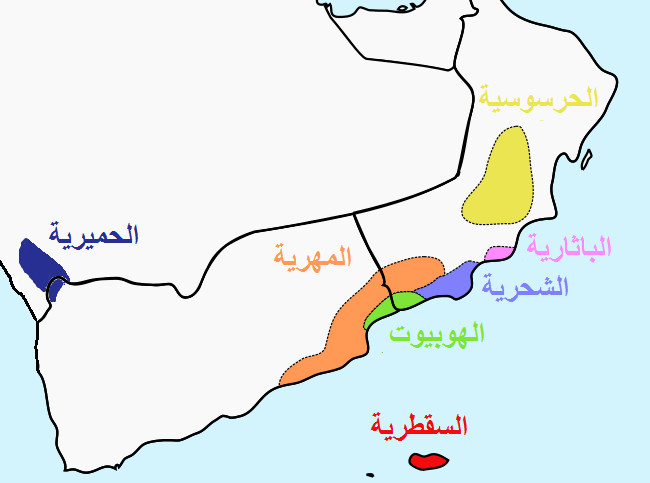
اللغات المحلية في جنوب شبة الجزيرة العربية

| عربية   | سقطرية    |
| ------- | --------- |
| لب (قلب | ألبب      |
| يد      | أد/هد     |
| كوكب    | كبكب/كشكب |

## الحالة الرسمية
اللغة السقرطية ليس لها حالة رسمية. وهي إحدى لغات اليمن حيث يتم التحدث بها بشكل أساسي في جزر أرخبيل سقطرى: جزر عبد الكوري ودرسه وسمحة وسقطرة في خليج عدن.

### اللهجات/ الأصناف
إن اللهجة السقطرية غنية جدًا، لا سيما بالنظر إلى سطح الجزيرة وعدد السكان. يعيش المتحدثون باللغة السقطرية في جزرهم، ولكن نادرًا ما يعيشون في البر الرئيسي اليمني. كانت اللغة، عبر تاريخها، معزولة عن البر العربي. يتم التحدث باللغة العربية أيضًا في شكل لهجي في سقطرى.
هناك أربع مجموعات من اللهجات: اللهجات المحكية في الساحل الشمالي، واللهجات المحكية في الساحل الجنوبي، واللهجات التي يتحدث بها البدو في الجبال في وسط الجزيرة، واللهجة التي يتحدث بها عبد الكوري.
يبدو أن اللهجة التي يتم التحدث بها في هذه الجزيرة سمحة هي نفسها التي يتم التحدث بها على الساحل الغربي لسقطرى.
يعتقد العلماء أنه لم يعد هناك أي أساس لربط اللغات العربية الجنوبية الحديثة بشكل مباشر باللغة العربية. إنهم يعتبرون هذه اللهجات ليست عربية، لكنها لغات سامية بحد ذاتها.

### المخاطرة
اللغة تحت تأثير هائل للغة والثقافة العربية السائدة لأن العديد من اليمنيين الناطقين بالعربية قد استقروا في منطقة سوكوتري بشكل دائم، مما أدى إلى أن تصبح اللغة العربية هي اللغة الرسمية للجزيرة. يتم الآن استبدال اللغة السقطرية باللغة العربية كوسيلة للتعليم في المدارس. يحظر على الطلاب استخدام لغتهم الأم أثناء تواجدهم في المدرسة ويجب أن يكون الباحثون عن عمل في Soqotrans قادرين على التحدث باللغة العربية قبل الحصول على عمل. حتى أن شباب Soqotrans يفضلون اللغة العربية على السقطرية ويواجهون الآن صعوبة في تعلمها. في كثير من الأحيان يخلطون اللغة العربية ولا يستطيعون قراءة أو فهم أي قطعة من الأدب الشفوي السقطري.

## نظام الكتابة
تم تطوير نظام الكتابة للغة السقطرية في عام 2014 من قبل فريق روسي بقيادة الدكتور فيتالي نومكين بعد خمس سنوات من العمل. يمكن قراءة نظام الكتابة هذا في كتابه مجموعة الأدب الشفوي السقطري. النص مكتوب باللغة العربية وتظهر نسخ منه باللغتين الإنجليزية والعربية المترجمتين. ساعدت قواعد الإملاء العربية هذه الرواة السلبيين للتقاليد الشفوية على التعاون مع الباحثين من أجل تأليف أدب صادق مع أصوله.
| الكتابة بالحروف اللاتينية | IPA      | حرف سقطري معدل |
| ------------------------- | -------- | -------------- |
| ḷ                         | ‎[[\|ɫ]]‏  | ڸ              |
| ŝ                         | ‎[[\|ʃʼ]]‏ | ڛ              |
| ṣ̌                         | ‎[[\|ʃˤ]]‏ | ڞ              |
| ž                         | ‎[[\|ʒ]]‏  | چ              |
| g                         | ‎[[\|ɡ]]‏  | ج              |